# Frea irrorata
Frea irrorata là một loài bọ cánh cứng trong họ Cerambycidae.